# Parti Rak Prathetthai
Le parti Rak Prathetthai (thaï : พรรครักประเทศไทย, Phak Rak Prathet Thai, en anglais : Love Thailand Party) était un parti politique en Thaïlande. Il a été fondé en 2011 par Chuwit Kamolvisit,,, un important propriétaire de salons de massage (Copacabana, Victoria's secret, Emmanuelle, Honolulu...). 

## Historique
En campagne pour les élections générales de 2011, le parti s'est fait remarquer pour sa campagne anti-corruption et de protestation, présentant le leader Chuwit comme « l'homme en colère ». Finalement, et à la propre surprise de Chuwit, le parti a remporté 3,07 % des voix de liste et occupe quatre des 500 sièges de la Chambre des représentants. Les députés du parti siégeaient sur les bancs de l'opposition, avec leurs collègues démocrates,. La Commission électorale a dissous le parti le 11 avril 2019.